# Halophiloscia ischiana
Halophiloscia ischiana är en kräftdjursart som beskrevs av Karl Wilhelm Verhoeff1933. Halophiloscia ischiana ingår i släktet Halophiloscia och familjen Halophilosciidae. Inga underarter finns listade i Catalogue of Life.